# Koppa, Nagamangala
Koppa là một làng thuộc tehsil Nagamangala, huyện Mandya, bang Karnataka, Ấn Độ.